# Дубиков, Андрей Елиферович
Андре́й Елифе́рович Ду́биков  (1898—1963) — участник Великой Отечественной войны, командир противотанкового орудия 73-го гвардейского отдельного истребительного противотанкового дивизиона 67-й гвардейской стрелковой дивизии 6-й армии 1-го Прибалтийского фронта, гвардии младший сержант. Герой Советского Союза (1944).

## Биография
Родился 27 октября 1898 года в станице Грушевская Области Войска Донского (ныне Аксайского района Ростовской области) в семье крестьянина. Русский.
Окончил начальную школу. В Красной Армии был в 1920—1924 годах и с декабря 1941 года.
С 1924 года жил и работал на станции Минеральные Воды, работал в военизированной охране, затем машинистом в железнодорожном депо, водил паровозы.
Участник Великой Отечественной войны с 1941 года. В 1943 году окончил дивизионную артиллерийскую школу по подготовке младших командиров и был назначен командиром противотанкового орудия. 25 июня 1944 года расчёт 73-го гвардейского отдельного истребительного противотанкового дивизиона во главе с младшим сержантом Дубиковым на подручных средствах в числе первых преодолел реку Западная Двина и метким огнём уничтожил несколько пулемётных точек противника, чем способствовал закреплению на захваченном плацдарме стрелковых подразделений.
После войны гвардии старший сержант Дубиков А. Е. демобилизовался. Жил в селе Левокумка Минераловодского района Ставропольского края. Работал на железной дороге бригадиром, а затем начальником поезда.
Умер 3 июля 1963 года, похоронен на гражданском кладбище села Левокумка.

## Память
- Имя Героя носит улица в селе Левокумка, где он жил.
- На аллее Героев Советского Союза мемориала минераловодцам, погибшим в Великой Отечественной войне, установлен его барельеф[1].
- В станице Грушевской имеется мемориал, созданный станичниками в память о погибших в Великой Отечественной войне земляках[2][3].

## Награды
- Медаль «Золотая Звезда» Героя Советского Союза (22.07.1944).
- Орден Ленина и другие ордена.
- Медали.